# Bataille de Malakoff
Vous lisez un « article de qualité » labellisé en 2021.
Pour les articles homonymes, voir Malakoff.
Guerre de Crimée
Batailles
- Isaccea (10-1853)
- Oltenița (11-1853)
- Pitsounda (11-1853)
- Sinope (11-1853)
- Cetate (12-1853)
- Silistra (04-1854)
- Kurekdere (08-1854)
- Bomarsund (08-1854)
- Petropavlovsk (08-1854)
- Alma (09-1854)
- Sébastopol (10-1854)
- Balaklava (10-1854)
- Inkerman (11-1854)
- Eupatoria (02-1855)
- Taganrog (05-1855)
- Kars (07-1855)
- Tchernaïa (08-1855)
- Malakoff (09-1855)
- Kanghil (09-1855)
- Kinbourn (10-1855)

La bataille de Malakoff est un affrontement de la guerre de Crimée qui oppose les troupes russes aux corps expéditionnaires français et britannique. Elle s'articule autour de deux assauts lancés les 18 juin et 8 septembre 1855 et constitue l'affrontement décisif du siège de Sébastopol. La victoire française contre les défenseurs russes entraîne la chute de la ville et contribue à hâter la fin du conflit.
Malakoff (en russe : Малахов) est le nom d'une colline située à proximité du port militaire de Sébastopol en Crimée. Après le début du siège de la ville par les troupes françaises et britanniques en septembre 1854, les Russes érigent des défenses qui finissent par former un vaste réduit large de 150 mètres et profond de 350 mètres au sommet de la colline. Point culminant de la ligne fortifiée défendant Sébastopol, Malakoff est l'élément central du système défensif russe et les Français, qui sont déployés face à lui, mettent tout en œuvre pour le capturer. Le 8 juin, les Français s'emparent des redoutes que les Russes ont érigées en avant de Malakoff pour le protéger et planifient un assaut direct pour le 18 juin, jour anniversaire de la bataille de Waterloo.
Mal préparée et coordonnée, cette attaque, concomitante avec un assaut britannique contre la fortification adjacente du Grand Redan, est un sanglant revers où les Français perdent au moins 3 500 hommes. Désireux de prendre la ville avant le retour de l'hiver, les Alliés redoublent d'efforts pour affaiblir les défenseurs et les tranchées françaises se rapprochent jusqu'à seulement 25 mètres du fossé de Malakoff. Après une intense préparation d'artillerie, les Alliés déclenchent un assaut général contre l'ensemble de la ligne défensive le 8 septembre. Les Russes sont surpris et abandonnent plusieurs positions clés mais une violente contre-attaque leur permet de reprendre les redoutes perdues. À la fin de la journée, seul Malakoff est encore occupé par les Français, mais son importance est telle que les Russes décident d'évacuer immédiatement Sébastopol. Les Alliés entrent ainsi dans la ville abandonnée et en ruines le 12 septembre, tandis que les combats en Crimée se poursuivent de manière sporadique jusqu'à la signature du traité de Paris le 30 mars 1856.
En France, la victoire de Malakoff est célébrée par la construction de « tours Malakoff » dans tout le pays et son nom est donné à une ville. En Russie, la bataille est associée au récit de la « défense héroïque de Sébastopol » et la colline accueille aujourd'hui plusieurs mémoriaux commémorant la bataille et le siège.

## Contexte

### Guerre de Crimée
La politique agressive de la Russie à l'encontre de l'Empire ottoman inquiète le Royaume-Uni et la France depuis de nombreuses années. Au printemps 1853, la Russie demande à Constantinople de lui accorder le droit de protéger l'importante minorité chrétienne orthodoxe résidant dans l'Empire. Lorsque ce dernier refuse ce qui équivaut à la création d'un protectorat russe sur les provinces européennes de l'Empire, l'armée russe envahit les principautés danubiennes sous suzeraineté ottomane en juin 1853. Les puissances européennes tentent de régler la crise diplomatiquement mais l'Empire ottoman déclare la guerre à la Russie le 4 octobre. À la fin du mois, la destruction d'une flottille ottomane dans le port de Sinope par la flotte russe de la mer Noire de l'amiral Pavel Nakhimov déclenche la colère de Londres et de Paris ; les deux pays déclarent la guerre à la Russie en février 1854. Pour soutenir l'Empire ottoman et protéger Constantinople, un corps expéditionnaire est déployé près de Varna non loin du front du Danube et en mai, 30 000 Français et 20 000 Britanniques sont présents sur place. Cette présence occidentale, l'attitude de plus en plus hostile de l'Autriche voisine et l'échec des assauts contre la forteresse ottomane de Silistra convainquent le tsar Nicolas Ier de la nécessité d'évacuer les principautés danubiennes à la fin du mois de juin 1854. Les principautés sont occupées par l'Autriche — qui les rend à l'Empire ottoman à la fin de la guerre — mais avec la fin de la menace russe, les Français et Britanniques se demandent si les efforts entrepris pour acheminer 50 000 hommes en mer Noire n'ont pas été inutiles. Les troupes n'ont en effet pas combattu et le choléra a fait plusieurs milliers de morts durant l'été. Après avoir étudié plusieurs stratégies pour infliger une sévère défaite à la Russie pour l'empêcher de menacer à nouveau l'Empire ottoman, les Alliés décident de détruire la flotte de la mer Noire et son port d'attache de Sébastopol. Le corps expéditionnaire prend ainsi la mer en direction de la Crimée où il débarque le 14 septembre à Eupatoria, à 45 kilomètres au nord de Sébastopol.

### Malakoff
Malakoff (en russe : Малахов) est le nom d'une colline haute d'une centaine de mètres dans la partie est de la ville de Sébastopol également appelée « faubourg Korabelnaïa ». Cette appellation viendrait d'un certain Mikhaïl Malakhov, un marin dont la maison se trouvait sur le flanc de la colline qui porte aujourd'hui son nom. Pour protéger la ville contre une attaque terrestre, les Russes décident en 1834 la construction d'une ligne fortifiée de sept kilomètres et composée de huit bastions disposés en arc de cercle sur les hauteurs au sud de Sébastopol. La construction de la ligne fortifiée prend cependant beaucoup de retard et moins d'un quart des défenses prévues ont été créées lors du débarquement des Alliés en Crimée en septembre 1854. Édouard Totleben, l'ingénieur en chef chargé des défenses, estime à ce moment qu'« il n'y a quasiment rien pour empêcher l'ennemi d'entrer dans la ville, ». Au sommet du mamelon Malakoff, les défenses se limitent à une simple tour en pierre dont la construction a été financée par les marchands de la ville. De forme circulaire avec l'arrière en queue d'aronde, la tour a un diamètre d'une quinzaine de mètres et est haute d'environ neuf mètres avec des murs d'une épaisseur allant de 90  à   150 centimètres. Elle compte deux étages dotés d'une cinquantaine d'embrasures et une terrasse sur le toit où sont déployés cinq canons de 18 livres. La tour abrite par ailleurs une chapelle, des magasins à provisions et à munitions, un hôpital de campagne et l'état-major de l'amiral Vladimir Istomine. Un remblai et un glacis protègent l'approche de la fortification qui devient pour tous les belligérants la « tour Malakoff».

### Début du siège

Carte d'ensemble du siège de Sébastopol.

Carte centrée sur le front de Malakoff.

Après la défaite de l'Alma le 20 septembre, la panique gagne le camp russe et toute la main d'œuvre disponible — soldats, marins, prisonniers, civils et même les prostituées et les enfants — est mise à contribution pour, jour et nuit, creuser des tranchées, construire des remparts, aménager les positions et déployer les canons récupérés sur les navires de la flotte. Un bastion est ainsi construit autour de la tour Malakoff avec des tranchées le reliant aux positions voisines du Petit Redan et du Grand Redan. Dans le même temps, les troupes françaises et britanniques se déploient sur les hauteurs au sud de Sébastopol et le 17 octobre, elles déclenchent un violent bombardement qui détruit en partie l'étage supérieur de la tour Malakoff. Les bastions subissent également d'importants dégâts, mais il apparaît rapidement que les remblais en terre sans clayonnage ou fascinage absorbent l'énergie des boulets et peuvent facilement être reconstitués en remblayant les portions endommagées. L'historien Camille Rousset note ainsi « l'aptitude singulière des Russes à remuer et à façonner la terre » : les destructions du jour sont invariablement réparées et renforcées durant la nuit,.
Voyant les faibles résultats du bombardement allié, les Russes tentent à deux reprises de briser l'encerclement de Sébastopol mais leur tentative à Balaklava le 25 octobre est peu concluante tandis que leur assaut à Inkerman le 5 novembre est un désastre,,. Les pertes alliées sont également lourdes et les deux camps épuisés renoncent à toute action majeure alors que l'hiver s'installe en Crimée,. L'incurie de la logistique associée au climat hivernal provoque une hécatombe chez les belligérants. Les Britanniques sont particulièrement touchés et au début du mois de janvier 1855, 16 000 des 30 000 soldats britanniques sont hospitalisés. Durant l'automne, les Britanniques occupent les positions à l'est de la ville face au faubourg Korabelnaïa et à Malakoff, tandis que les Français se trouvent sur les hauteurs à l'ouest. Devant l'effondrement des capacités militaires britanniques, il est décidé en février 1855 que les Français se déploient sur l'intégralité des lignes d'attaque de la ville à l'exception de celles face au Grand Redan que les Britanniques conservent.
À l'automne 1854, les efforts français se sont portés sur le bastion no 4 dit « du Mât » mais au début de l'année suivante, les Alliés comprennent que Malakoff représente l'élément central du système défensif russe car le bastion occupe le point le plus élevé de la ligne fortifiée. En en prenant le contrôle, les Alliés pourraient prendre à revers toutes les autres défenses russes et menacer l'approvisionnement des défenseurs qui transite par le port. Les Russes connaissent également l'importance de la position et ils entreprennent de transformer Malakoff en un redoutable ouvrage défensif. L'étage supérieur de la tour, détruit par le bombardement du 17 octobre est arasé et recouvert de terre. La zone à l'avant de la tour est remblayée sur plusieurs mètres de hauteur pour former un bastion doté d'un parapet haut de 3,6 mètres et large de 5, tandis que son approche est couverte par un fossé d'une profondeur de 6 mètres et un large glacis dégagé,. Ce fossé, doublé d'une courtine, se prolonge sur la gauche jusqu'à l'ouvrage du Petit Redan, et sur la droite jusqu'au ravin de Korabelnaïa au-delà duquel se trouve l'ouvrage du Grand Redan,. Une seconde courtine est construite à environ 200 mètres en arrière de la première avec un large espace dégagé entre les deux et forme l'enceinte de Sébastopol. À l'arrière de la tour Malakoff, les Russes aménagent des abris voûtés et blindés et des magasins recouverts de plusieurs mètres de terre pour protéger les soldats et les munitions des bombardements alliés. Des fossés et des parapets de 6 mètres de hauteur sont également construits à l'arrière pour former un vaste espace fermé profond de 350 mètres et large de 150. Les Russes donnent à cette fortification le nom de « bastion Kornilov » d'après l'amiral Vladimir Kornilov tué lors du bombardement du 17 octobre. Le 8 septembre 1855, ce réduit accueille près de 3 000 hommes manœuvrant 39 canons, 31 caronades et 6 mortiers. Malakoff est par ailleurs soutenu sur la droite par la batterie Gervais dotée de 30 pièces et sur la droite par la batterie Nikiforoff armée de 17 bouches à feu,.

### Prise du Mamelon vert

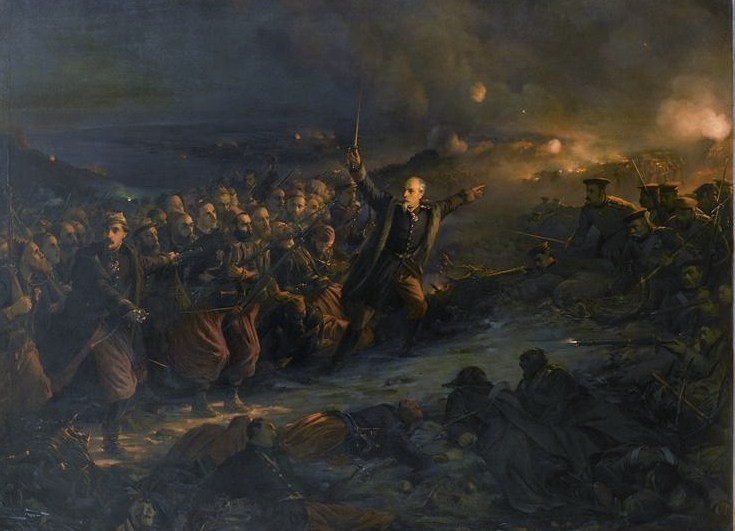
Attaque de la redoute de Selinghinsk par le général Monet
Peinture d'Edme-Adolphe Fontaine (1857).

Au début du mois de février, les Français remplacent les Britanniques dans le secteur face à Malakoff où ces derniers n'ont érigé qu'une redoute et une place d'armes inachevée. Les terrassiers se mettent immédiatement à l'œuvre pour aménager des positions d'artillerie et creuser des tranchées mais cette activité ne passe pas inaperçue chez les Russes et Totleben décide de prendre les devants,. Dans la nuit du 21 au 22 février, les Russes érigent à l'extrémité du plateau d'Inkerman une redoute qu'ils nomment « redoute Selenguinsk, ». Les Français sont stupéfaits par cette construction qui prend de flanc tout le terrain devant Malakoff et ils lancent une attaque dans la soirée du 23 février. Malgré l'inachèvement de la position, l'assaut est repoussé et les assaillants perdent 200 hommes dans l'opération. Moins d'une semaine plus tard, les Russes construisent une seconde redoute appelée « redoute Volhynie » à 250 mètres en avant de la première. Protégés par ces « ouvrages du Carénage », ils érigent le 11 mars une troisième redoute, nommée « redoute Kamtchatka », au sommet de la petite colline du Mamelon vert située à 600 mètres de Malakoff et des premières lignes françaises. Le saillant de Malakoff est devenu un rentrant mais les trois ouvrages deviennent la cible d'intenses bombardements qui obligent l'état-major russe à n'y déployer qu'un total de 800 hommes.

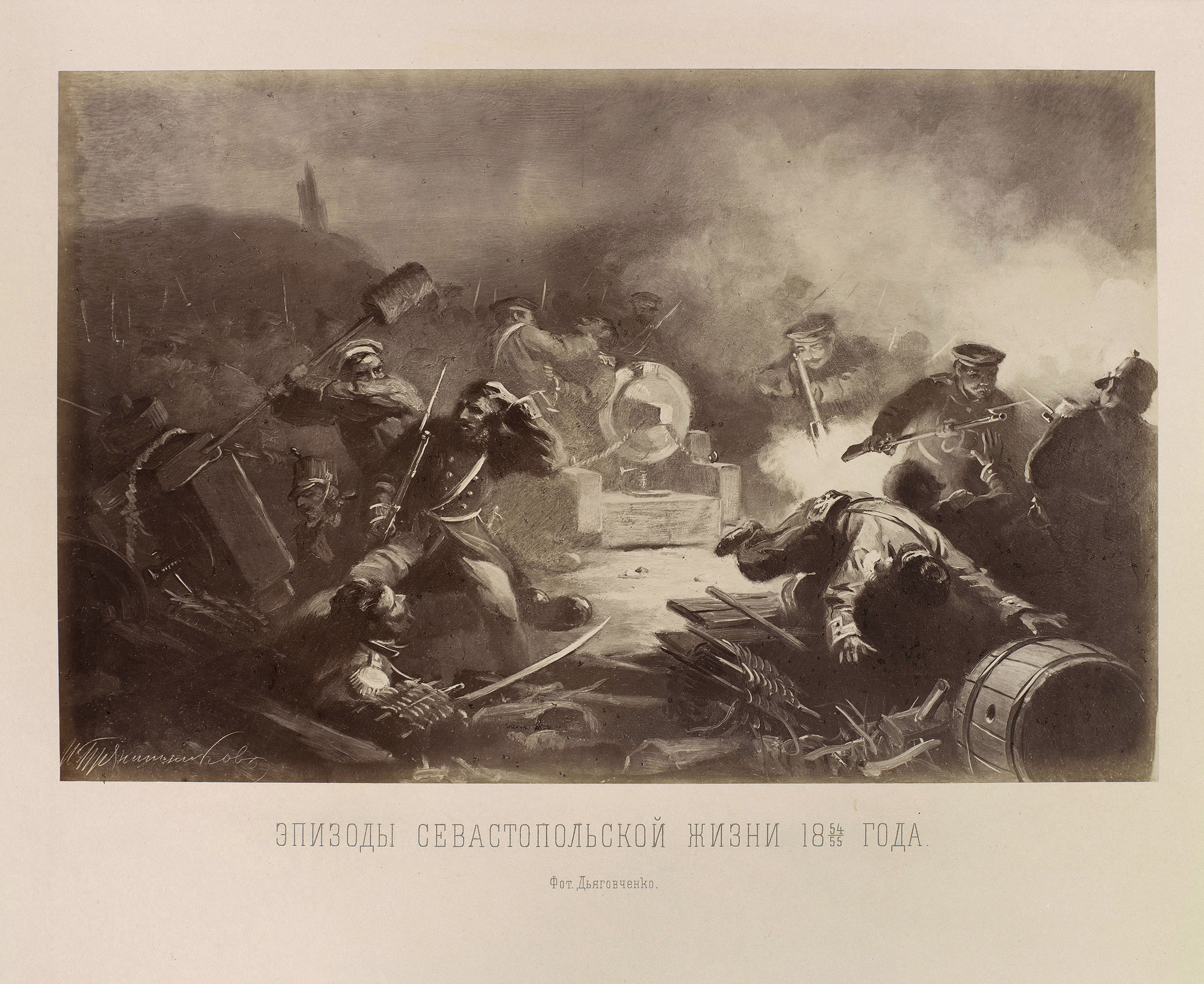
Prise du Mamelon vert par Ivan Diagovtchenko (1872).

Durant le printemps, les Alliés creusent de nouvelles tranchées pour se rapprocher des ouvrages russes tandis que le 16 mai, le commandant français François de Canrobert, jugé trop indécis, donne sa démission, officiellement pour raisons de santé. Il est remplacé par Aimable Pélissier qui décide de concentrer ses efforts sur la prise de Malakoff. Dans l'après-midi du 6 juin, l'artillerie alliée ouvre le feu sur la redoute Kamtchatka au sommet du Mamelon vert et les ouvrages du Carénage ainsi que contre le bastion du Mât pour masquer aux Russes le lieu de l'attaque. Les tirs s'interrompent durant la nuit, ce qui permet aux Russes de réparer leurs positions, mais le feu reprend le lendemain de l'aube jusqu'à 16 h. Les fortifications russes sont alors en ruine et à 18 h 30, les Français s'élancent à l'assaut des redoutes du Carénage situées à environ 300 mètres de leurs lignes. Les tirs russes font des ravages chez les assaillants et le 95e régiment de ligne compte 300 tués ou blessés sur un effectif initial de 1 200 hommes. Les deux ouvrages ne sont cependant défendus que par 450 hommes et ils sont pris au terme d'un bref combat. Les Russes tentent une contre-attaque avec trois bataillons mais elle est rapidement repoussée.

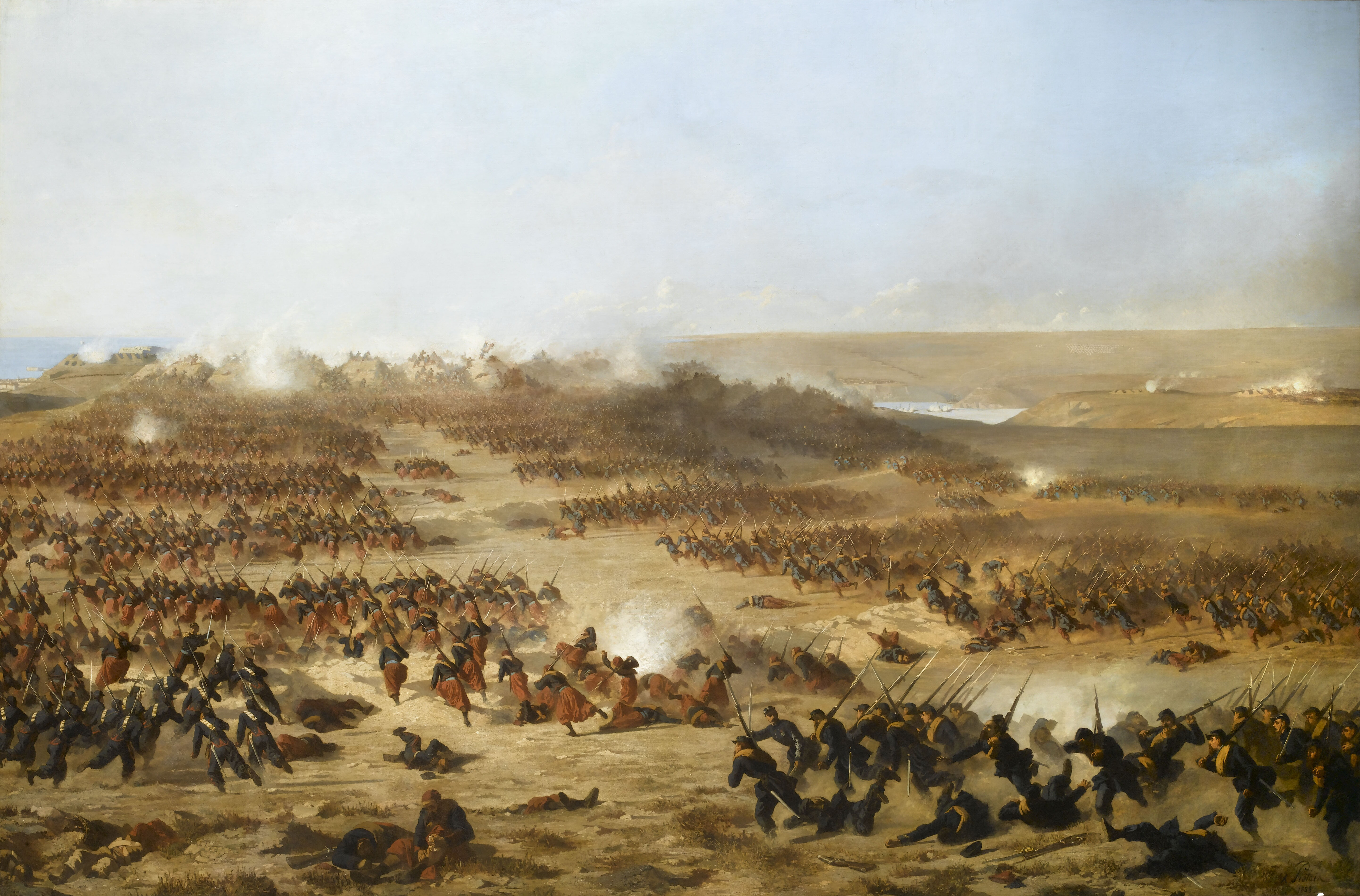
Vue générale de l'attaque du Mamelon vert le 7 juin 1855.
Tableau d'Alexandre Protais (1858).

Face au Mamelon vert, les Français traversent les 450 mètres de terrain découvert en huit et contournent la redoute Kamtchatka qui est prise à revers. La garnison de 350 hommes, bien qu'encouragée par la présence de l'amiral Pavel Nakhimov, n'est pas en mesure de résister et elle se replie rapidement vers Malakoff et le Petit Redan. Emportés par leur élan, les fantassins français se lancent à leur poursuite mais ils sont fauchés par les tirs croisés des deux ouvrages. Certains parviennent jusque dans le fossé de Malakoff mais la panique gagne les assaillants quand les Russes lancent une contre-attaque avec six bataillons,. Ces derniers parviennent à reprendre le Mamelon vert mais l'artillerie alliée décime les troupes massées dans la redoute en ruine et elles en sont chassés par un second assaut français,. Dans le même temps, les Britanniques s'emparent de l'ouvrage des Carrières situé devant le Grand Redan et repoussent deux contre-attaques russes. La nuit met fin aux combats et le lendemain, une trêve est organisée pour ramasser les corps.
Les pertes du 7 juin s'élèvent à environ 5 500 Français, autant chez les Russes et 700 chez les Britanniques mais les Alliés se sont emparés des positions couvrant l'accès à Malakoff. En dépit de ces succès, l'empereur Napoléon III est irrité par le fait que Pélissier n'ait pas tenu compte de ses demandes d'un encerclement complet de Sébastopol avant tout nouvel assaut et son refus de féliciter le commandant en chef pour ces victoires est très mal perçu par ce dernier. Les relations de Pélissier se tendent également avec ses subalternes. Devant les généraux rassemblés, il réprimande violemment le général Joseph-Nicolas Mayran dont les troupes n'ont pas respecté les ordres et se sont lancées à l'assaut de Malakoff ; un des officiers présents rapporte que ce dernier quitte la réunion « les larmes aux yeux et une profonde douleur dans l'âme ».

## Assaut du18 juin

### Préparation

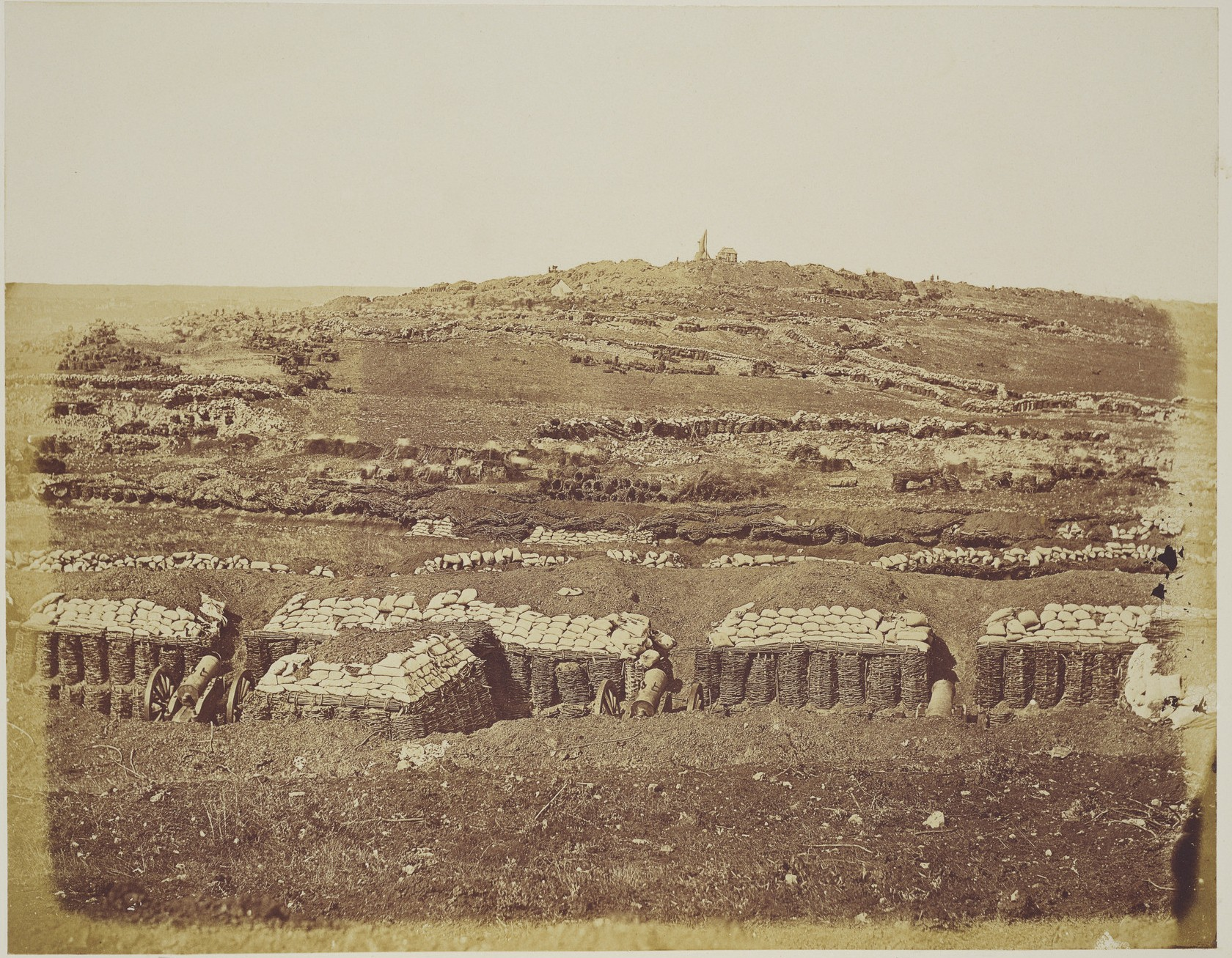
Photographie de Malakoff réalisée par James Robertson depuis la base du Mamelon vert après la fin du siège.

Après la prise des ouvrages extérieurs, Pélissier planifie l'attaque contre Malakoff pour le 18 juin. Cette date n'a pas été choisie au hasard car elle correspond au 40e anniversaire de la bataille de Waterloo et un succès permettrait d'apaiser les tensions historiques entre Français et Britanniques en leur offrant une victoire commune à célébrer. Cette décision liée à des considérations de prestige est critiquée par les subalternes de Pélissier qui lui font remarquer que les bastions russes sont en grande partie intacts et que les assaillants devront parcourir à découvert plusieurs centaines de mètres avant d'atteindre les positions adverses. Le commandant en chef balaye toutes ces remarques et refuse toute modification du plan ; à la sortie d'une réunion le 16 juin où il n'est pas parvenu à convaincre son supérieur, le général Mayran, dont la division doit attaquer le Petit Redan, déclare à un de ses collègues : « Maintenant, il n'y a plus qu'à se faire tuer ». De plus, plutôt que de choisir l'expérimenté Pierre Bosquet, présent en Crimée depuis le débarquement, pour commander l'attaque décisive, Pélissier nomme le commandant en chef de la garde impériale, Regnault de Saint-Jean d'Angély, arrivé en Crimée seulement quelques semaines auparavant. Ce choix, destiné à plaire à l'empereur, ulcère le général Louis Jules Trochu qui écrit que cette décision « est une honte et une trahison […] [On] renvoie [Bosquet], en le remplaçant par un général dont l'inexpérience et l'incapacité notoire ne peuvent faire ombrage au général en chef, qui se réserve personnellement la direction de l'entreprise ». Bosquet est ainsi envoyé à la tête des troupes déployées sur le mont Sapoune face à l'armée de secours russe tandis que d'Angély prend seulement son commandement le 16 juin alors qu'il ignore tout de la situation,. Conformément au plan d'attaque, les Alliés déclenchent, le 17 juin à 4 h du matin, une violente préparation d'artillerie qui dure jusqu'au lendemain.
Le plan, arrêté le 15 juin, prévoit que la 1re division commandée par le général Charles d'Autemarre s'empare de la batterie Gervais jouxtant Malakoff avant de prendre la fortification à revers. Dans le même temps, la 3e division de Mayran doit franchir le ravin du Carénage pour prendre d'assaut le Petit Redan et le bastion no 1 tandis que la 5e division de Jean-André-Louis Brunet a pour objectif la courtine reliant Malakoff et le Petit Redan. Ces forces représentent environ 18 000 hommes auxquels s'ajoutent les 6 000 soldats de la garde impériale d'Émile Mellinet qui sont gardés en réserve,. L'objectif des Britanniques est le Grand Redan dont les flancs doivent être pris par deux colonnes de 500 hommes tandis que 2 000 autres doivent mener une attaque de diversion contre les positions russes entre le Grand Redan et le bastion du Mât ; un millier de soldats sont gardés en réserve,.
Les historiens notent que l'attaque britannique était superflue car le Grand Redan aurait forcément été évacué par les Russes si les Français étaient parvenus à s'emparer de Malakoff ; de plus, la faiblesse des effectifs britanniques rendait les chances de succès infimes. Ils suggèrent ainsi que le commandant britannique Lord Raglan estimait que ses troupes devaient participer à l'attaque, même au prix de pertes inutiles, pour le symbole d'une opération conjointe le jour anniversaire de Waterloo,. Après la bataille, le général écrit : « Si les troupes [britanniques] étaient restées dans [leurs] tranchées, les Français auraient attribué leur échec à notre refus de participer à l'opération, ». Une attaque de diversion contre la ville est également prévue mais celle-ci est annulée le soir du 17 juin car Pélissier craint que les soldats, s'ils parviennent à percer la ligne russe, se perdent dans la ville et soient à la merci d'une contre-attaque. Par ailleurs, le commandant français avance l'heure de l'attaque de 6 h à 3 h pour que l'obscurité masque la montée des unités en première ligne ; ce changement de dernière minute, pris sans consulter les Britanniques, sème la confusion et toutes les troupes ne sont pas prêtes à l'heure prévue,.
Du côté russe, la signification du 18 juin est également connue et la préparation d'artillerie achève de les convaincre que les Alliés vont tenter un coup de force ce jour-là. De plus, des déserteurs ont donné des informations précises sur l'assaut à venir et le mouvement des troupes alliées ne passe pas inaperçu. Les Russes s'attendent donc à une attaque imminente et les commandants des fortifications font avancer leurs réserves en première ligne malgré le bombardement allié.

### Déroulement

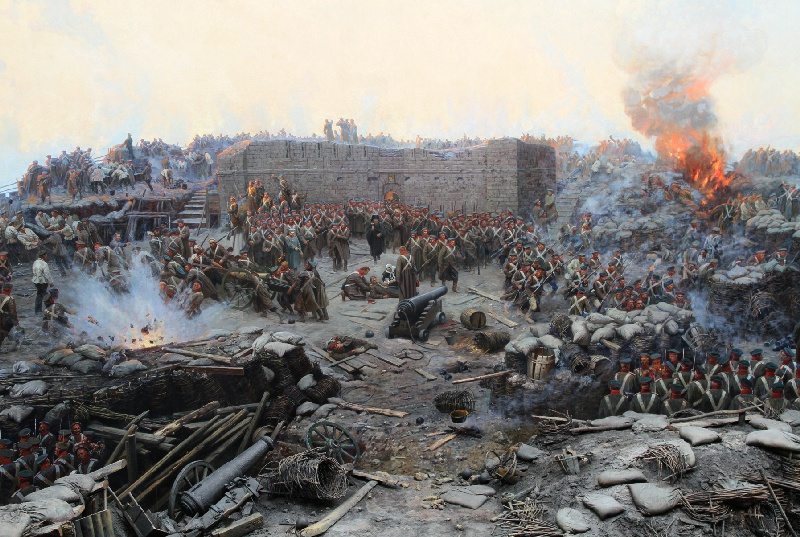
Détail du panorama réalisé par Franz Roubaud en 1904 sur l'assaut du 18 juin contre Malakoff.

Le pilonnage allié cesse en grande partie à 1 h du matin le 18 juin, un arrêt que les Russes mettent immédiatement à profit pour, comme à leur habitude, réparer la nuit ce que l'artillerie avait détruit le jour. Selon le plan allié, l'attaque devait être déclenchée vers 3 h après le tir de trois fusées éclairantes depuis la redoute Victoria où se trouvait l'état-major. Peu avant l'heure prévue, un projectile traverse le ciel. Mayran, impatient de rattraper son discrédit, l'interprète à tort comme le signal prévu. À ses subalternes qui s'opposent à cette décision, il déclare « C'est le signal. D'ailleurs quand on va à l'ennemi, il vaut mieux être en avance qu'en retard ». Les 95e et 97e régiments d'infanterie quittent donc leurs tranchées en direction du Petit Redan distant de près de 800 mètres et tombent immédiatement sous un déluge de feu et de mitraille provenant des positions russes et des navires tirant en enfilade dans le ravin du Carénage ; le général Mayran est l'un des premiers à mourir après avoir reçu une balle dans la poitrine. Subissant de lourdes pertes, les formations françaises se désagrègent et la progression s'arrête alors que les soldats cherchent à s'abriter des tirs adverses.
Arrivé à la redoute Victoria peu avant 3 h, Pélissier lance le véritable signal d'attaque en tirant ses trois fusées et la 1re division part à l'assaut de Malakoff ; la 5e division ne s'est cependant pas encore complètement déployée en première ligne et son attaque contre la courtine est lancée avec retard et dans la confusion,. Par ailleurs, celle-ci devait lancer son attaque depuis le 2e parallèle situé à environ 400 mètres derrière le Mamelon vert et à 800 mètres de la courtine russe. L'avancée sous la mitraille russe est sanglante et Brunet succombe à un projectile dans la poitrine tandis que le lieutenant-colonel de La Boussinière qui commandait l'artillerie face au faubourg Korabelnaïa a la tête arraché par un boulet de canon. La progression sur la droite contre le Petit Redan étant stoppée, Pélissier lance quatre bataillons de la garde impériale qui sont immédiatement arrêtés par les tirs russes. De même, les fantassins sont incapables de se rapprocher à moins de cent mètres de la courtine reliant Malakoff au Petit Redan. En revanche, l'assaut contre le flanc droit de Malakoff connaît plus de succès car la progression s'était faite sous la protection relative du ravin de Korabelnaïa. Le 5e bataillon de chasseurs parvient ainsi au prix de lourdes pertes à entrer dans la batterie Gervais et à en chasser les défenseurs du régiment de Poltava. Les renforts commencent à affluer et les sapeurs entreprennent de retourner les canons contre leurs anciens propriétaires tandis que des unités contournent Malakoff. Le général Stepan Khrouleff, commandant la défense du faubourg Korabelnaïa, peut néanmoins constater l'échec de l'assaut contre le Petit Redan et il redéploie une partie de ses défenseurs pour chasser les Français de la batterie Gervais. Écrasés par la pression russe, les Français demandent des renforts mais les quatre messagers sont tués et ils sont dès lors contraints de se replier,.
Selon le plan établi, l'attaque britannique contre le Grand Redan devait être déclenchée une fois la batterie Gervais neutralisée pour éviter les tirs en enfilade. Les Britanniques pouvaient néanmoins clairement constater que l'assaut français tournait au désastre et que leurs propres chances de succès étaient infimes. Cependant Lord Raglan, craignant d'être accusé de lâcheté par ses alliés, ordonne à 3 h 15 à ses hommes de quitter leurs tranchées pour leur objectif situé à 400 mètres. Comme les Français, les Britanniques sont fauchés par un déluge de feu dès qu'ils quittent leurs tranchées. Subissant de lourdes pertes, ils parviennent à atteindre les abattis à quelques dizaines de mètres de l'ouvrage russe mais sont incapables d'aller plus loin. Les assaillants demandent des renforts, mais de nombreux soldats refusent de sortir des tranchées. Les pertes sont telles que c'est un simple lieutenant qui donne le signal de la retraite. Sur la gauche, les Britanniques parviennent à s'emparer de plusieurs positions, mais dans l'ensemble l'attaque alliée constitue un désastre et Pélissier ordonne la retraite vers 5 h,,.

### Conséquences

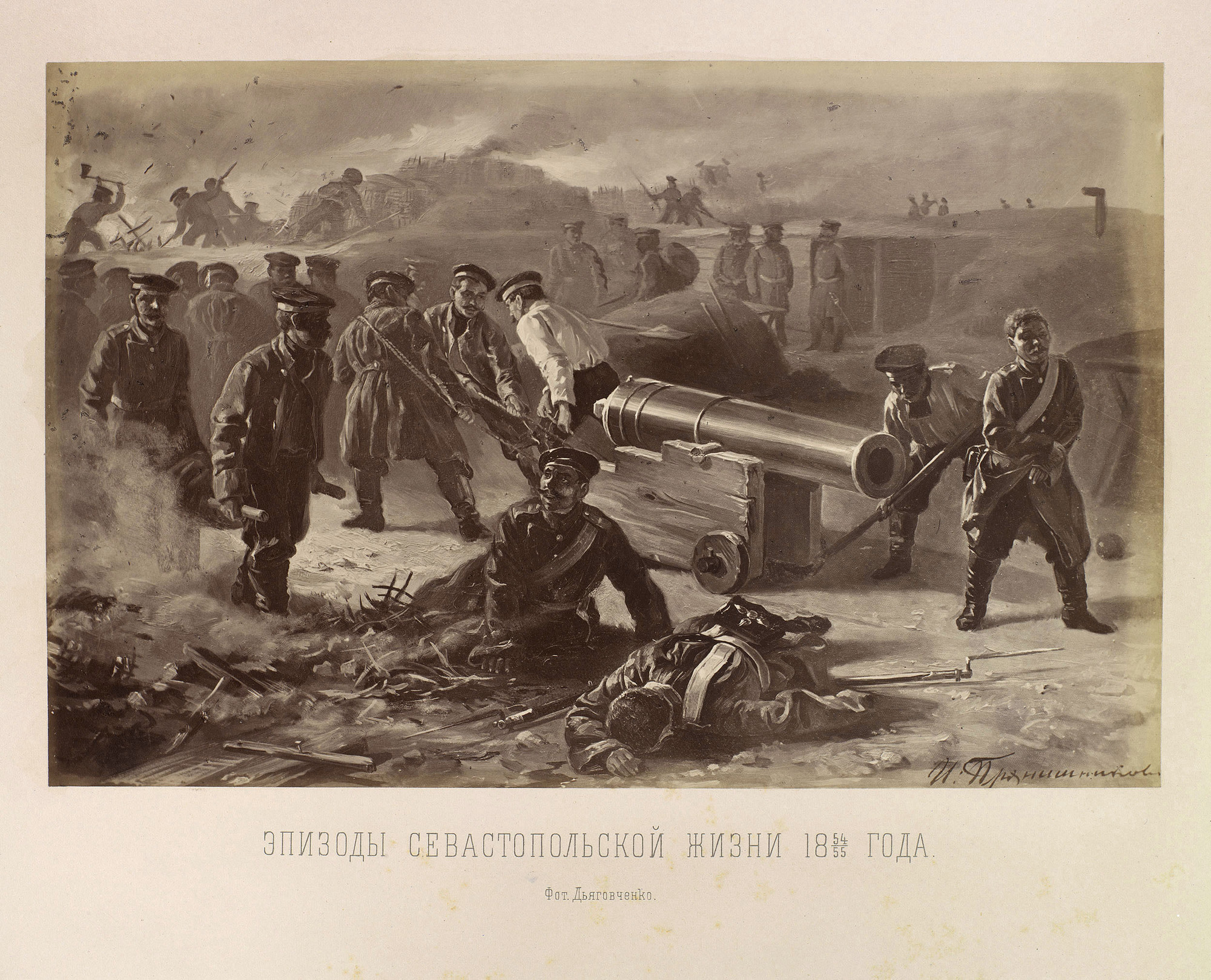
Mise en batterie d'un canon dans un bastion russe par Ivan Diagovtchenko (1872).

Si l'assaut du 18 juin avait eu pour objectif de rapprocher les Alliés, il produit l'effet inverse. Les Français avancent qu'ils auraient pu se maintenir dans la batterie Gervais si les Britanniques avaient été plus agressifs dans leur attaque du Grand Redan et un officier français indique que « leur armée est à présent comme un boulet accroché à nos pieds ». De son côté, Raglan reproche à Pélissier d'avoir renoncé à l'attaque du côté de la ville. Déjà épuisé par une année d'un commandement éprouvant, Raglan est profondément affecté par le sentiment d'avoir envoyé ses hommes à l'abattoir. Gravement déprimé, il meurt du choléra le 28 juin,. À l'inverse, leur succès rend confiance aux Russes dont le moral avait été ébranlé par la perte du Mamelon vert et les bombardements. Dans le camp français, les critiques se dirigent contre Pélissier qui s'efforce rapidement de se disculper de toute responsabilité. Dans son compte-rendu au ministre de la Guerre Jean-Baptiste Vaillant, il accuse Mayran d'avoir attaqué trop tôt sans avoir attendu son signal et Brunet — également tué lors de l'attaque — de ne pas avoir respecté ses consignes et d'avoir soutenu tardivement son collègue. Le revers du 18 juin et les circonstances de l'échec incitent Napoléon III à limoger Pélissier, mais il se ravise après avoir appris de plusieurs généraux que la troupe continuait à avoir confiance en leur chef. Pélissier reste donc à son poste, mais Vaillant lui fait bien comprendre que s'il ne soumet pas des plans détaillés de ses projets à l'empereur et s'il ne coopère pas avec ses officiers, il sera remplacé. Bien conscient d'avoir échappé de peu à la disgrâce, Pélissier s'efforce de contenir son tempérament et de prendre en compte les remarques tant de ses subalternes que de l'empereur. Tirant les leçons du 18 juin, il renvoie Saint-Angély en France et nomme de nouveau Bosquet à la tête des troupes déployées contre le faubourg Korabelnaïa ; il décide par ailleurs de prolonger les tranchées jusqu'au plus près des ouvrages russes avant tout nouvel assaut et d'installer une batterie d'artillerie à l'extrémité du plateau d'Inkerman pour neutraliser les navires déployés dans la baie du Carénage,.

## Assaut du8 septembre

### Préparation

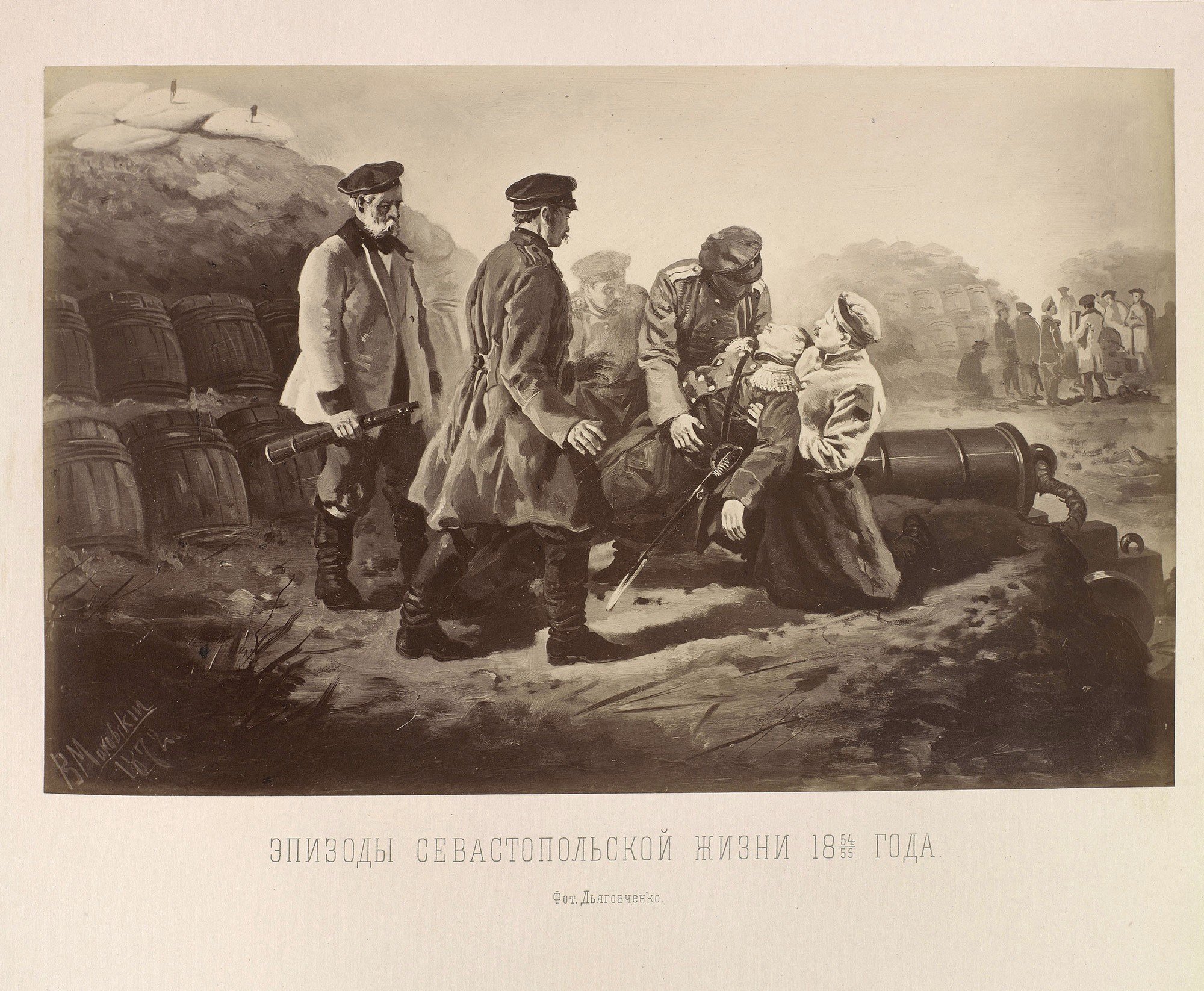
Mort de l'amiral Pavel Nakhimov par Ivan Diagovtchenko (1872).

Après la mort de Raglan, le commandement des forces britanniques est confié à James Simpson, mais le pessimisme de ce dernier incite le gouvernement britannique à le remplacer par William Codrington en août,. Du côté français, Canrobert est renvoyé en France pour raisons de santé et le commandement de la 1re division est confié au général Patrice de Mac Mahon, un vétéran de l'Algérie. Pour éviter une réédition du désastre du 18 juin, les Alliés entreprennent de se rapprocher au plus près des défenses russes. La distance entre les tranchées françaises et Malakoff passe dès lors de 400 mètres le 18 juin, à 110 mètres le 21 juillet, puis à 40 mètres le 1er septembre et enfin à 25 mètres le 8 septembre. La progression des tranchées britanniques s'avère plus lente, leur secteur étant plus rocheux et donc plus difficile à creuser ; au début du mois de septembre, leurs lignes se trouvent à environ 200 mètres du Grand Redan. Dans le même temps, les Alliés lancent un intense bombardement à partir du 17 août dans le but, selon Pélissier, de tenir « la garnison sur pied pour la fatiguer, lui tuer du monde ». Craignant qu'une attaque soit lancée à tout instant, les Russes maintiennent de nombreuses forces en première ligne et le pilonnage cause jusqu'à un millier de victimes par jour; parmi les victimes figurent Totleben blessé le 20 juin et l'amiral Pavel Nakhimov tué dans le bastion du Mât le 11 juillet.
Ce bombardement ne demeure cependant pas sans réponse : le 28 août, un projectile russe fait exploser plusieurs tonnes de poudre entreposées dans le magasin du Mamelon vert tuant ou blessant plus d'une centaine de Français. Devant l'accroissement de la pression alliée, les Russes lancent une tentative désespérée pour briser le siège et le 16 août, l'armée de secours commandée par le général Mikhaïl Gortchakov attaque les positions tenues par les troupes françaises et piémontaises le long de la rivière Tchernaïa. Mal préparé et mené dans la confusion, l'assaut tourne rapidement au désastre et les pertes russes s’élèvent à plus de 8 000 contre 2 000 pour les défenseurs. La chute de Sébastopol devenant de plus en plus certaine, les Russes décident la construction d'un pont flottant en travers de la rade pour relier la rive sud à la rive nord et l'ouvrage fut achevé le 26 août ou le lendemain,.
Le 3 septembre, les Alliés considèrent qu'un assaut devrait être lancé prochainement car plus les tranchées se rapprochent des positions adverses, plus le risque est grand de voir les Russes lancer une attaque contre elles ; la date de l'assaut final est ainsi fixée au 8 septembre. Pour démolir les défenses, le pilonnage redouble d'intensité à partir du 5 septembre jusqu'à atteindre 400 projectiles par minute le matin du 8 septembre. Durant les trois jours de cette préparation d'artillerie, les Russes perdent 7 500 hommes et Tolstoï rapporte que « dès le second jour du bombardement, on n'arrivait pas, sur les bastions, à enlever les morts. On les lançait dans les fossés pour dégager les batteries ». Le bombardement est tellement intense que dans la nuit du 7 au 8 septembre, les Russes sont, pour la première fois du siège, incapables de réparer leurs ouvrages. Les Russes savent que cet accroissement signifie qu'un nouvel assaut est prévu, mais ils pensent qu'il aura lieu le 7 septembre, jour anniversaire de la bataille de Borodino ; constatant que cela n'est pas le cas, ils baissent leur garde.

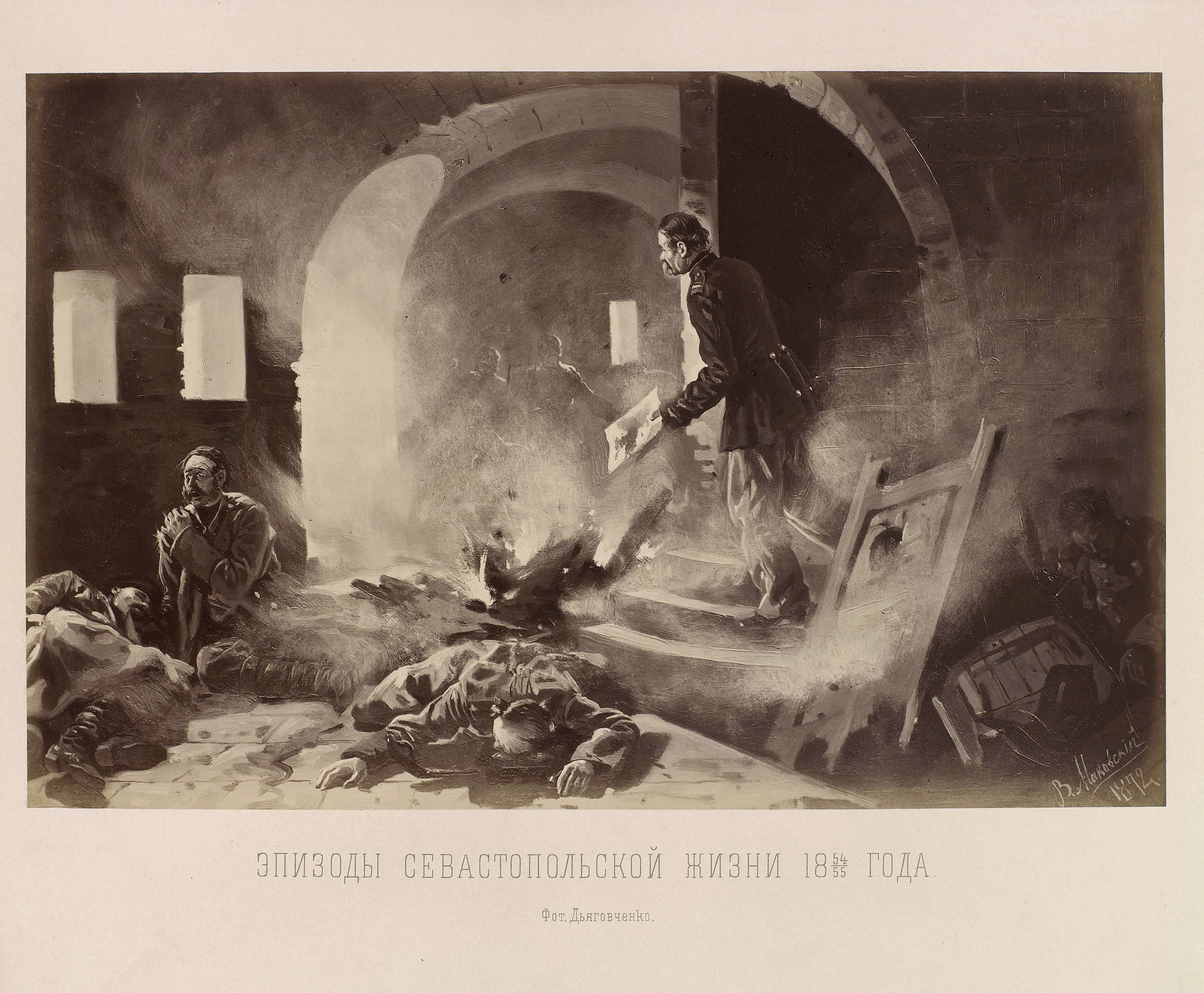
Intérieur de la tour Malakoff durant un bombardement allié par Ivan Diagovtchenko (1872).

Selon le plan initial, seule une manœuvre de diversion devait être organisée du côté de la ville mais sous la pression de Bosquet, il est décidé que l'assaut porterait sur l'ensemble de la ligne pour empêcher les Russes de redéployer leurs forces. Au total, les Français déploient huit divisions soutenues par une brigade sarde pour l'attaque du 8 septembre. Du côté de la ville, la 2e division du général Charles Levaillant doit prendre le bastion no 5 tandis que la 1re d'Autemarre, soutenue par la brigade sarde du général Enrico Cialdini, a pour objectif le bastion du Mât. Les 3e et 4e divisions sont gardées en réserve. Contre le faubourg Korabelnaïa, la 1re division du général Mac Mahon est déployée contre Malakoff, la 4e division du général Joseph Dulac doit s'emparer du Petit Redan et la 5e division du général Joseph de La Motte-Rouge a pour objectif la courtine séparant les deux ouvrages ; la division de la garde impériale est en réserve. Au total, les Français déploient 20 000 hommes soutenus par 5 000 Sardes face à la ville et 25 000 hommes sur le front de Malakoff. Pour permettre à ces forces nombreuses de submerger les défenseurs russes, le génie ouvre de vastes places d'armes où doivent se regrouper les unités, ainsi que des tranchées larges de vingt mètres entre les parallèles pour faciliter la montée en première ligne des troupes d'assaut. Dans le même temps, le corps d'observation déployé sur les hauteurs à l'est doit se tenir prêt à repousser toute tentative russe de rompre le siège. Face au Grand Redan, les Britanniques n'alignent que 1 500 soldats soutenus par une réserve de 3 000 hommes,.
Pour éviter une réédition du 18 juin, les Français mettent tout en œuvre pour prendre les Russes par surprise. Les artilleurs alliés interrompent ainsi régulièrement leurs tirs pour faire croire aux défenseurs que l'assaut va être lancé. Les Russes se ruent hors de leurs abris pour rejoindre leurs positions et les Alliés reprennent le pilonnage qui cause de lourdes pertes. Ces manœuvres trompeuses expliquent pourquoi les Russes rechignent à quitter leurs abris à l'arrêt du bombardement car aucun assaut n'est jamais réellement lancé,. Par ailleurs, il est ainsi décidé que l'assaut final sera lancé à midi précise alors que la plupart des batailles depuis le début du siège avaient débuté à l'aube. Le choix de cet horaire est destiné à surprendre les Russes au moment de leur repas et de la relève. De plus, les Russes profitent de l'obscurité nocturne pour réparer les dégâts causés par l'artillerie durant la journée et les fortifications sont généralement reconstituées à l'aube. Une attaque à midi offre une matinée de bombardement pour détruire ces réparations, causer l'effondrement des parapets pour combler les fossés et ainsi faciliter l'assaut des fantassins. L'heure de l'attaque fait l'objet du plus grand secret pour éviter que des déserteurs n'en informent les Russes. Les commandants des divisions et des brigades ne sont mis dans la confidence que lors d'un conseil de guerre dans l'après-midi du 7 septembre qui s'achève par l'annonce par Pélissier que « Demain, Malakoff et Sébastopol seront nôtres ».

### Déroulement

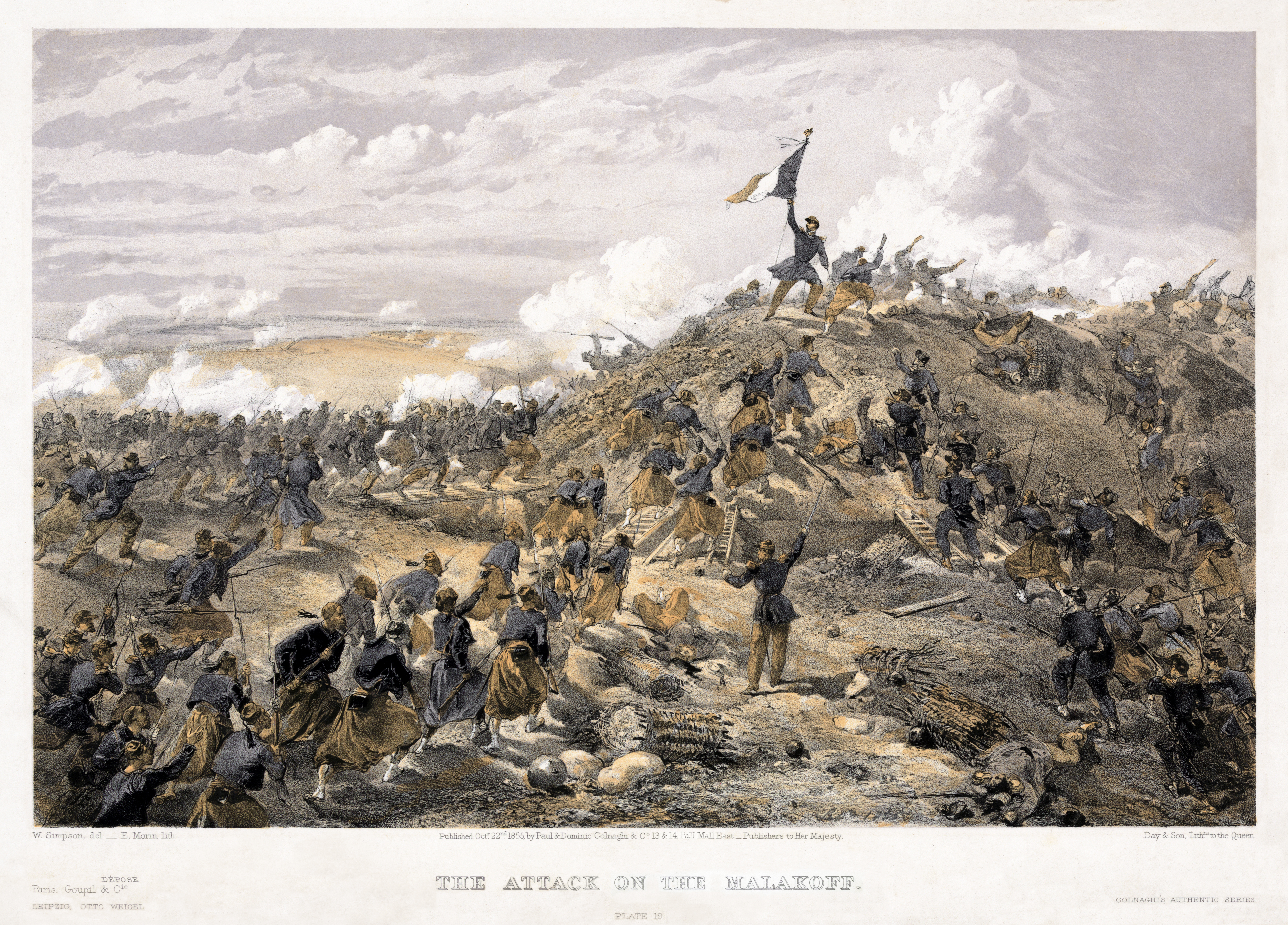
L'Attaque de Malakoff par William Simpson (1855).

Comme les jours précédents, le bombardement se poursuit le matin du 8 septembre, ponctué de quelques interruptions. Vers 8 h, les sapeurs français font exploser trois mines contenant chacune 500 kilogrammes d'explosifs entre les tranchées et Malakoff pour détruire les sapes russes. À midi précise, le pilonnage s'interrompt soudainement et au son des clairons et des tambours, le 1er régiment de zouaves du colonel Édouard Collineau, et le 7e régiment d'infanterie s'élancent à l'assaut de Malakoff au cri de « Vive l'empereur ! »,. Comme prévu, les Russes sont complètement pris par surprise, d'autant plus que les tranchées adverses se trouvent à seulement quelques dizaines de mètres et que le fossé comblé et le parapet démoli n'offrent qu'un faible obstacle aux assaillants. Depuis le Grand Redan, un soldat note que « les Français étaient dans Malakoff avant même que nos gars aient eu le temps de prendre leurs armes ». Les artilleurs russes sont immédiatement neutralisés et les assaillants prennent rapidement pied dans l'ouvrage et la batterie Gervais adjacente. À midi, les soldats des 4e et 5e divisions quittent également leurs tranchées, mais ils doivent parcourir une plus grande distance et les Russes alertés ont le temps de tirer. Cela n'est cependant pas suffisant pour arrêter les Français qui s'emparent du Petit Redan et traversent la première courtine en direction de la seconde. Pris par surprise, les Russes se ressaisissent rapidement et lancent une contre-attaque d'autant plus violente que chacun sait qu'il s'agit de la bataille décisive. Dans Malakoff, les combats se déroulent au niveau des traverses coupant l'ouvrage ; dans les passages exigus, les soldats s'affrontent au corps à corps à la baïonnette, mais également à coup de crosse, de hache, de morceaux de bois ou de pierre. Après de terribles combats, les Français parviennent à prendre le contrôle de la première traverse, tandis que les 65 Russes barricadés dans la tour Malakoff ne se rendent qu'après que la porte a été détruite par un petit mortier,,.

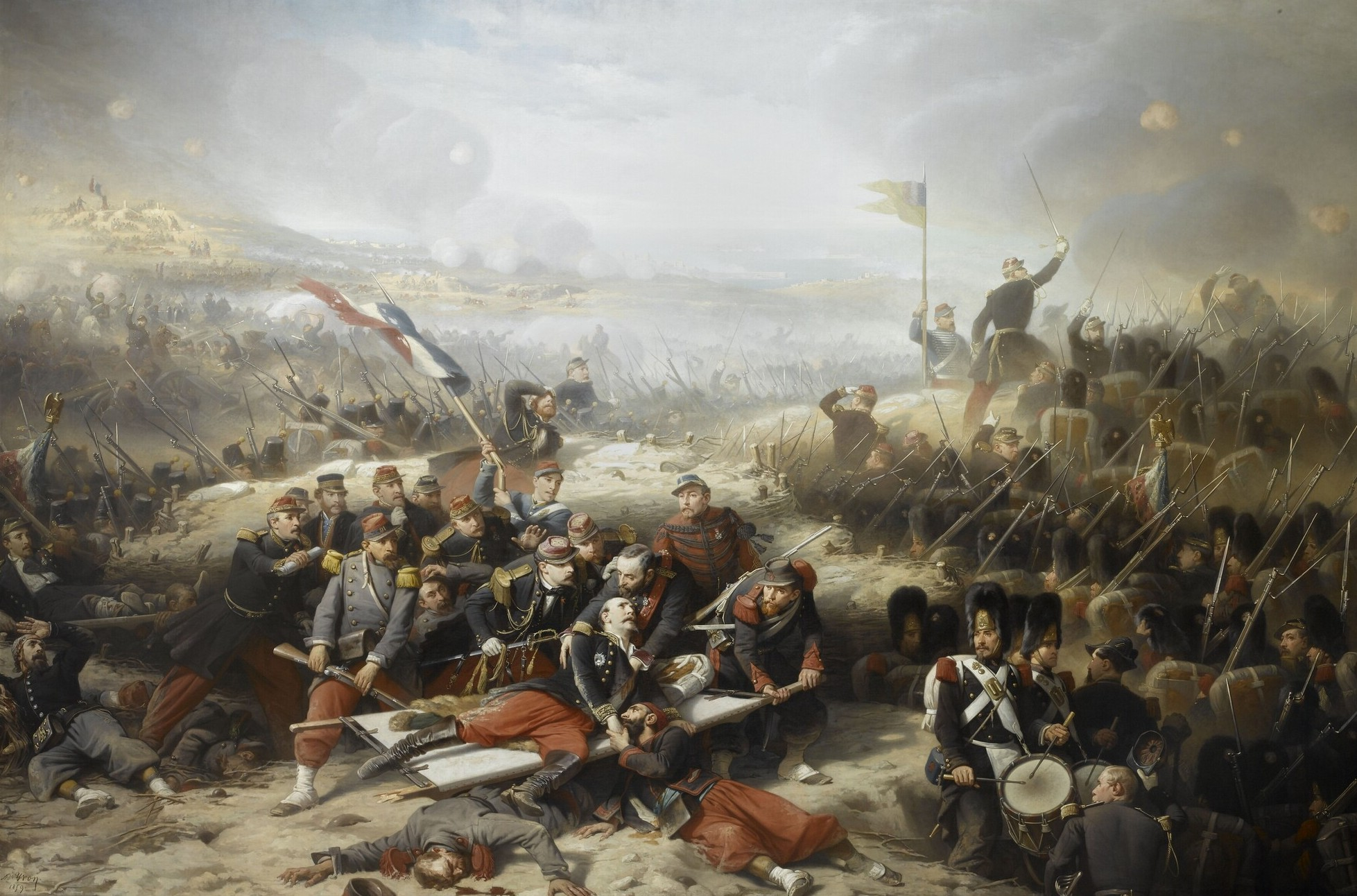
L'assaut des Français sur la courtine de Malakoff, le 8 septembre. Tableau d'Adolphe Yvon (1859).

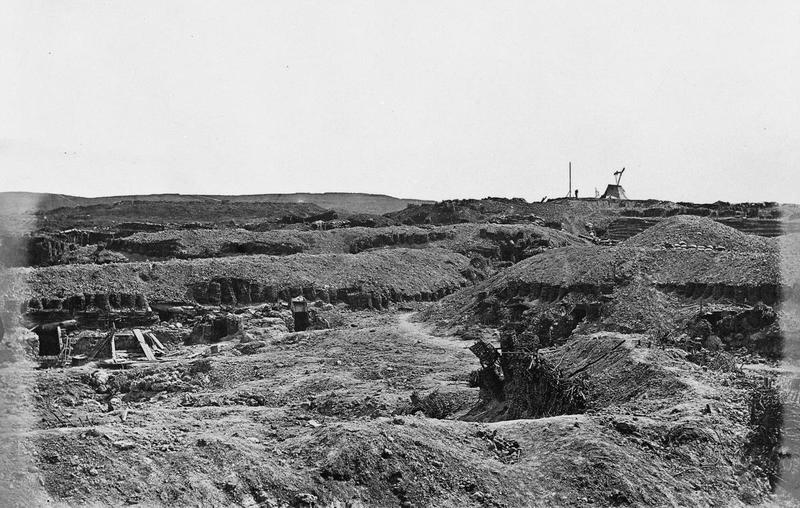
Photographie de l'intérieur de Malakoff réalisée après sa chute par James Robertson. Le sommet de la tour Malakoff est visible sur la droite de la photographie.

Dans le même temps, Pélissier fait hisser les drapeaux français et britanniques au-dessus de la redoute du Mamelon vert où il se trouve, tandis que les fantassins hissent le drapeau tricolore au sommet de la tour Malakoff vers 12 h 10. Il s'agit du signal pour les Britanniques qui se lancent en direction du Grand Redan. Les Russes ont eu le temps de se préparer mais les assaillants parviennent à s'emparer de l'extrémité de l'ouvrage. Les Britanniques manquent cependant d'effectifs et les Russes se sont redéployés à l'arrière du Grand Redan où ils forment une seconde ligne contrôlant de ses feux l'espace dégagé à l'intérieur de la fortification. Par ailleurs, de nombreux soldats britanniques refusent de franchir le parapet et restent à l'abri dans le fossé malgré les exhortations de leurs officiers. Les quelques assaillants parvenus à l'intérieur de la fortification sont progressivement chassés et les Russes, déployés sur le parapet, ouvrent le feu à bout portant sur les Britanniques abrités dans le fossé. Ces derniers se replient en désordre et Codrington renonce à un nouvel assaut qui n'aurait aucune chance de réussite. À 14 h, Pélissier donne le signal pour l'attaque du côté de la ville et les Français parviennent à s'emparer des positions adjacentes au bastion central. Les Russes contre-attaquent rapidement et reprennent les deux ouvrages. Après s'être regroupés, les Français repartent à l'assaut, mais ils sont bloqués au niveau du parapet tandis qu'une troisième attaque ne connaît pas davantage de succès. Vers 15 h, Pélissier constatant que Malakoff est solidement entre ses mains, il renonce à un quatrième assaut contre le bastion central et annule l'attaque prévue contre le bastion du Mât pour ne pas sacrifier des vies supplémentaire dans ce qui ne constituait qu'une opération secondaire,,.
Sur le front de Malakoff, la situation commence cependant à tourner à l'avantage des Russes dont les renforts affluent. Les occupants français du Petit Redan sont progressivement repoussés jusque dans leurs tranchées de départ. Après s'être réorganisées, les deux brigades lancent une contre-attaque qui leur permet de reprendre le Petit Redan, mais sans pouvoir s'y maintenir. Les Russes parviennent également à reprendre l'espace entre les deux courtines, même si les Français réussissent à conserver l'essentiel de la première. La situation dans Malakoff est différente car dans les autres bastions, un vaste espace dégagé fermé par une barricade se présente aux assaillants qui étaient parvenus à franchir le parapet. Les Russes déployés à la base de l'ouvrage pouvaient ainsi aisément contrôler cet espace dégagé et repousser l'adversaire. Un tel glacis n'existe pas dans Malakoff dont l'intérieur est occupé par des abris, des magasins à poudre et trois traverses coupant l'ouvrage dans sa largeur. Les Français peuvent de la sorte se retrancher derrière la première traverse qu'ils contrôlent et repousser les contre-attaques russes. Adossés sur cette position, les Français parviennent à contourner et à prendre les deux autres traverses et à chasser les Russes de Malakoff. Vers 15 h, le général Khrouleff qui s'était précipité sur le front à l'annonce de l'attaque lance ses réserves pour reprendre l'ouvrage à l'importance capitale, mais les seuls accès — par la gorge et au niveau de la batterie Gervais — ont été hâtivement barricadés par les Français avec des sacs de sable, des gabions et des cadavres. Les combats pour reprendre la gorge durent près de deux heures dans des conditions épouvantables ; un officier russe note que les hommes se battent sur « un tas de corps […] l'air était rempli d'une épaisse poussière rougeâtre venant du sol couvert de sang ». Les Russes parviennent brièvement à pénétrer dans la gorge mais en sont rapidement chassés, tandis que la colonne attaquant la batterie Gervais est décimée par les tirs de flanquement venant de Malakoff,.

### Conséquences

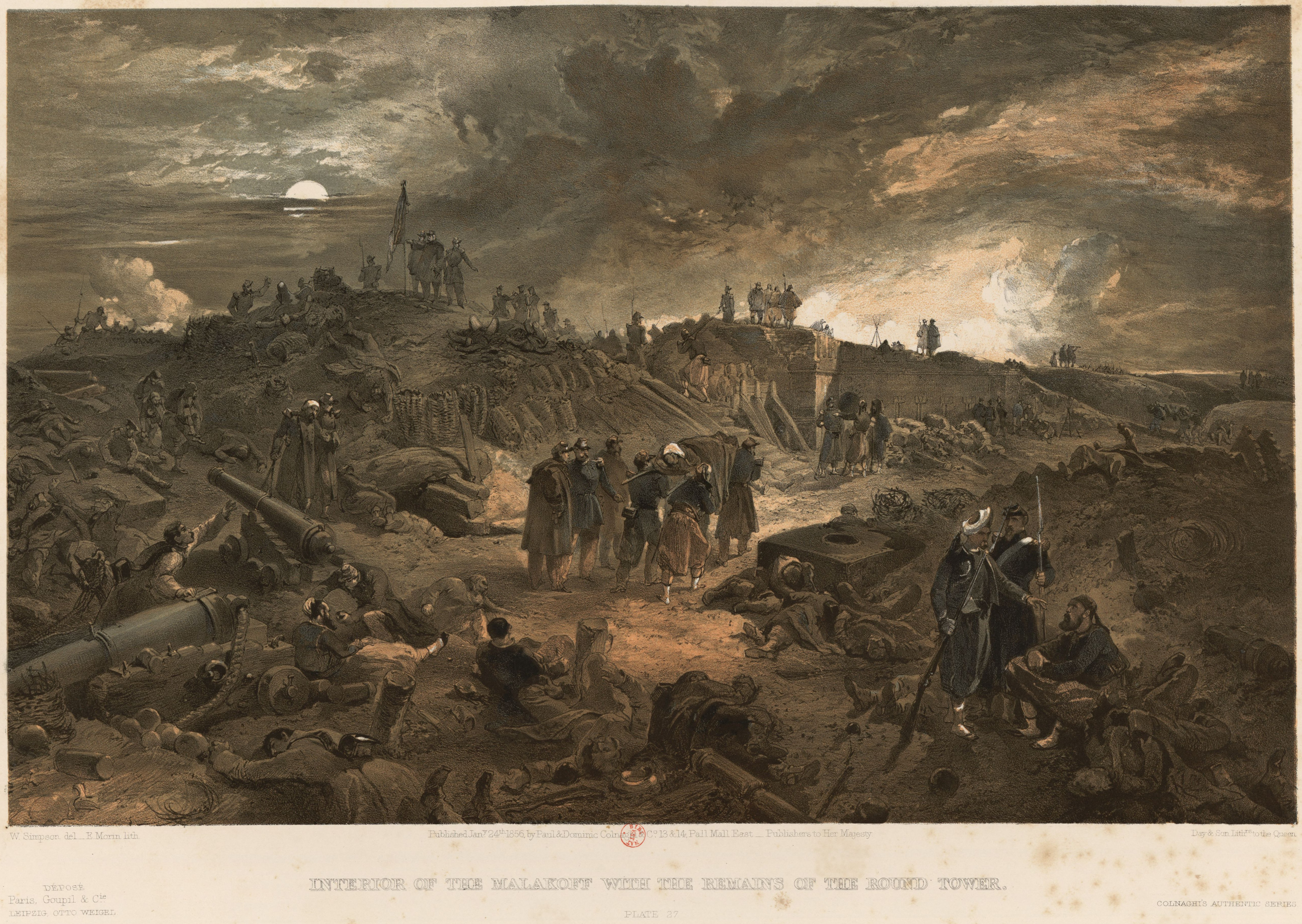
L'intérieur de Malakoff et les restes de la tour ronde par William Simpson (1855).

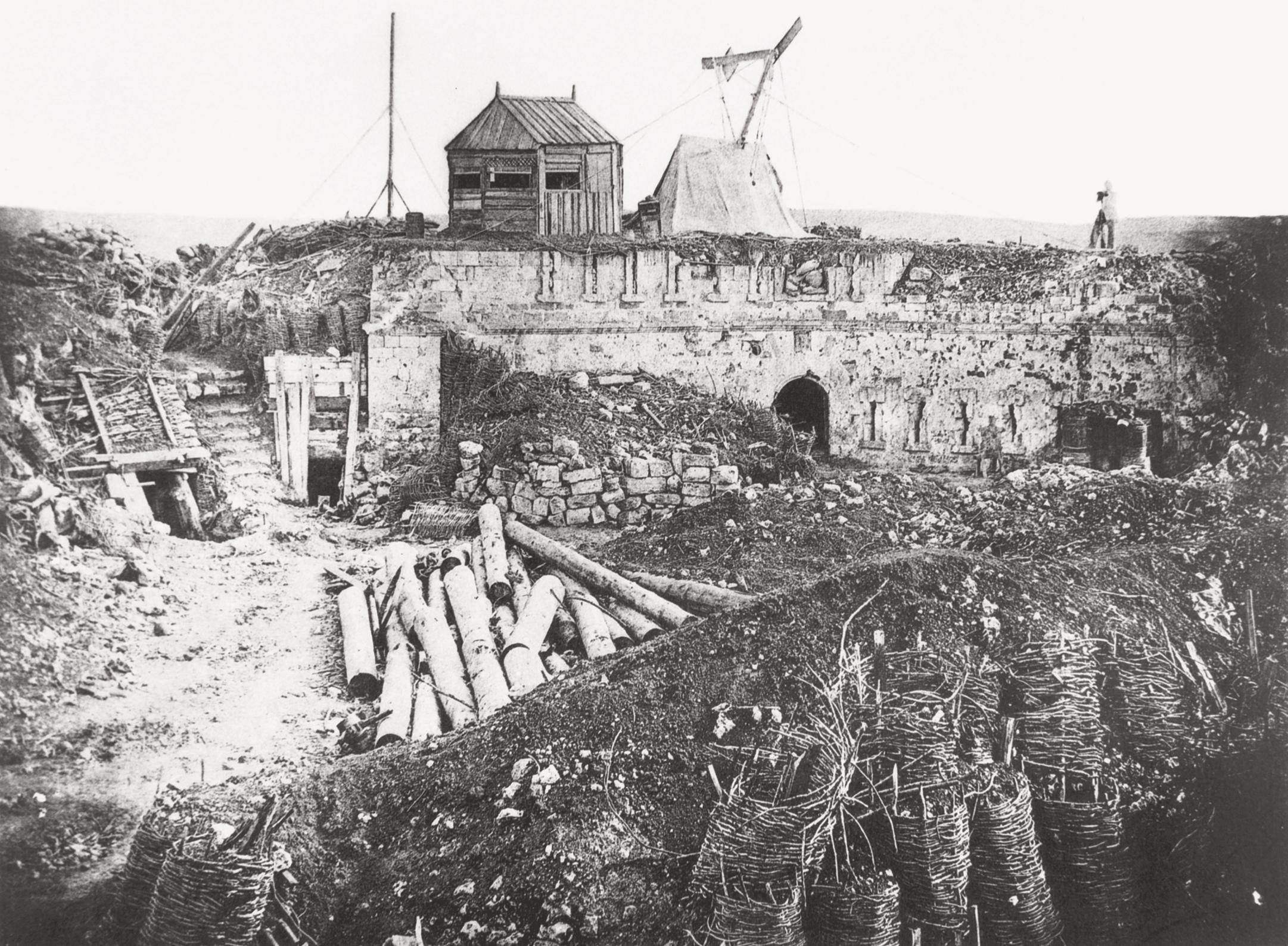
La tour Malakoff après l'assaut du 8 septembre 1855 par James Robertson.

Vers 17 h, les Russes ont repris toutes les positions capturées par les Français à l'exception de Malakoff. L'ouvrage est cependant la clé de la défense de la ville et Pélissier estime que sa prise porte un « coup mortel » aux Russes. De fait, les canons que les Alliés n'auraient pas manqué de déployer sur la colline auraient pu prendre à revers l'ensemble de la ligne russe et détruire le pont flottant. Par conséquent, Gortchakov ordonne l'évacuation de la ville désormais intenable et les civils rejoignent la rive nord de la rade par le pont flottant ou par navire. À 20 h, les soldats commencent progressivement à se replier, non sans avoir incendié ou dynamité les dépôts, les batteries et les forts. Depuis la rive nord, Léon Tolstoï, dont c'est l'anniversaire, écrit : « J'ai pleuré quand j'ai vu la ville en flammes et les drapeaux français sur nos bastions […] Ce fut une très triste journée ». De leur côté, les Alliés épuisés ne tentent rien pour s'opposer au départ des Russes et Mac Mahon fait évacuer une grande partie de ses troupes de Malakoff de peur qu'il soit miné. Cette crainte explique que seuls des éclaireurs sont envoyés dans la ville le lendemain et les Alliés ne prennent formellement la ville que le 12 septembre ; il n'y reste plus que quatorze bâtiments debout sur les 2 000 d'avant-guerre.
L'annonce de la victoire de Malakoff et de la chute de Sébastopol sont célébrées avec faste en France et en Grande-Bretagne tandis qu'en Crimée, Pélissier déclare à ses hommes qu'ils « avaient offert à leurs aigles une gloire nouvelle et impérissable ». Pélissier lui-même est fait maréchal le 12 septembre et Napoléon III l'anoblit « duc de Malakoff » le 22 juillet 1856. La chute de Sébastopol ne marque cependant pas la fin de la guerre et les Alliés doivent passer un second hiver en Crimée. Contrairement à l'année précédente, ce sont les Français qui sont les victimes d'une logistique défaillante et entre 24 000 et 40 000 soldats meurent de maladie durant les premiers mois de l'année 1856.
La paix est finalement signé le 30 mars 1856 et l'évacuation des hommes et du matériel dure officiellement jusqu'au 5 juillet suivant, même si quelques troupes restent en Crimée jusqu'au 18 août. À ce moment, les 80 kilomètres de tranchées ont été comblés, les bastions ont été nivelés, tandis que les Alliés ont dynamité les fortifications, les bassins de radoub et les casernes. Un témoin rapporte que Sébastopol n'est plus que « la carcasse de Sébastopol ». La ville met plusieurs décennies à se remettre du siège, mais au début du XXe siècle, elle est redevenue la principale base navale russe en mer Noire.
Durant la Seconde Guerre mondiale, Sébastopol est assiégé par l'armée allemande d'octobre 1941 à juillet 1942 et la tour Malakoff est utilisée comme poste de commandement. L'essentiel des combats initiaux se déroule cependant plus au nord entre les rivières Katcha et Belbek. De manière similaire à ce qui s'était passé durant la guerre de Crimée près de 90 ans plus tôt, le premier assaut allemand en novembre et décembre 1941 ne permet pas de rompre le front russe et les deux camps passent l'hiver sur leurs positions avec les défenseurs soviétiques ravitaillés par la mer. Au printemps 1942, deux canons de 130 mm pris sur un destroyer de la flotte de la mer Noire sont installés dans des emplacements bétonnés au sommet de Malakoff. Les défenses soviétiques s'effondrent à la fin du mois de juin et Sébastopol tombe aux mains des Allemands le 1er juillet 1942. L'Armée rouge reprend la ville en ruines en mai 1944.

### Ordre de bataille des forces françaises
Ce qui suit est l'ordre de bataille des forces françaises au 8 septembre 1855, d'après le rapport établi par le commandant en chef, le général Pélissier, le 15 septembre 1855, et paru dans Le Moniteur universel du 26 septembre 1855.

## Héritage
En France, la victoire de Malakoff connaît un retentissement considérable et le nom est donné non seulement à des rues et des parcs, mais également à un type de dessert, à des beignets au fromage, à une friandise au chocolat, ainsi qu'à une espèce de rosier. L'intérêt que suscite le siège de Sébastopol inspire les architectes qui construisent des bâtiments de style néo-médiéval surnommés « tours Malakoff », mais dont l'apparence est souvent assez éloignée de la construction originale ; certaines de ces structures ont été détruites comme celle de Marcillac-Vallon dans l'Aveyron mais d'autres existent encore à Sermizelles dans l'Yonne ou à Trouville-sur-Mer dans le Calvados. La mode s'étend également hors de France avec des exemples à Luxembourg, à Cologne en Allemagne et jusqu'à Recife au Brésil. Le nom de Malakoff est également donné à un type de chevalement de style néo-médiéval comme ceux des mines du Sarteau en France ou de Cheratte en Belgique.
La plus connue de ces tours Malakoff est cependant celle construite en 1858 par le promoteur immobilier Alexandre Chauvelot pour faire connaître son lotissement de « Nouvelle Californie » au sud de Paris. Profitant de l'engouement suscité par la victoire de Sébastopol, il aménage au cœur du nouveau quartier un parc à thème avec en son centre une tour d'une cinquantaine de mètres de haut accueillant un musée commémorant la bataille ; autour de cet édifice, les défenses de Sébastopol sont reconstituées de manière très approximatives avec des fossés et des fortifications portant les noms évocateurs de « Grand Redan », « Petit Redan » ou « Vallée d'Inkerman ». Le site connaît un grand succès avec près de 12 000 visiteurs les jours de fêtes et en 1860, l'empereur Napoléon III autorise Chauvelot à renommer son lotissement en « Malakoff ». La mort du promoteur en 1861 entraîne cependant le déclin du parc et en 1870, la tour est dynamitée pour ne pas servir de repère à l'artillerie allemande qui assiège alors Paris. La disparition du parc n'empêche pas le développement du quartier et Malakoff est séparé de la ville voisine de Vanves pour devenir une commune de plein droit en 1883,,,.

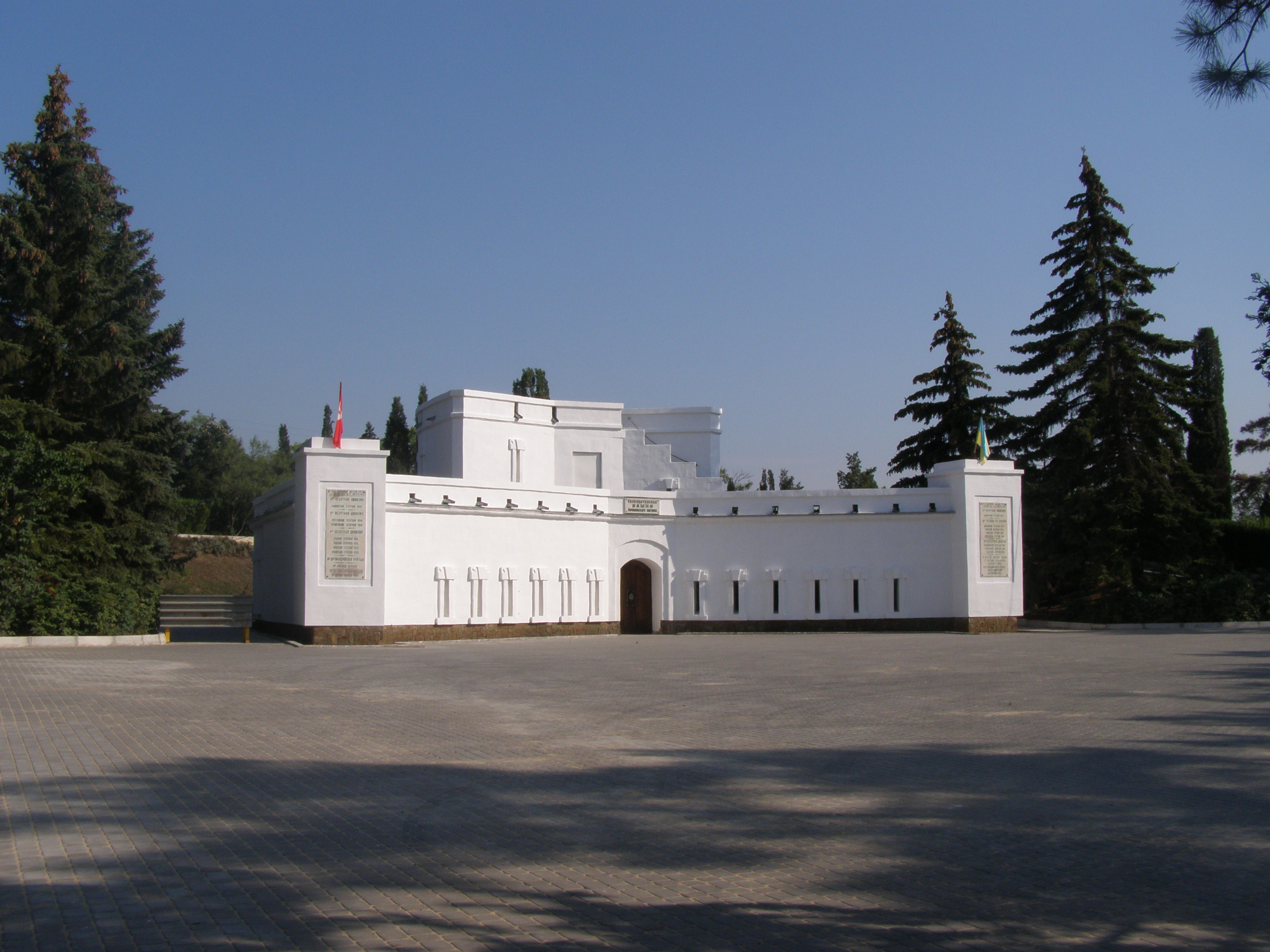
La tour Malakoff en 2008.

En Russie, le nom de Malakoff reste étroitement associé avec ce qui est communément appelé la « défense héroïque de Sébastopol ». Les Récits de Sébastopol de Léon Tolstoï pour qui « la Russie conservera longtemps les traces sublimes de l'épopée de Sébastopol dont le peuple russe a été le héros » ont fortement contribué à ce que le siège de la ville ne soit pas considéré comme une défaite mais comme une victoire morale,. La célébration des héros de Sébastopol est initialement organisée par des particuliers, mais le cinquantenaire du siège de Sébastopol est l'occasion pour le gouvernement de construire plusieurs monuments commémorant le siège. Le peintre Franz Roubaud réalise notamment un panorama haut de 14 mètres et large de 115 représentant l'assaut du 18 juin contre Malakoff. La peinture, endommagée durant la Seconde Guerre mondiale, est accrochée aujourd'hui dans un bâtiment spécial construit à l'emplacement où l'amiral Nakhimov a succombé à ses blessures dans le bastion du Mât. La tour Malakoff fait également l'objet d'une restauration tandis que la colline est transformée en un parc accueillant divers monuments et statues,,.

Le site est en partie détruit durant la Seconde Guerre mondiale et des travaux de reconstruction des monuments endommagés sont organisés dans les années 1950 et 1960. La tour est notamment restaurée pour le centenaire de la bataille et elle abrite depuis 1963 un musée où sont exposés des uniformes, des outils et des armes utilisés par les défenseurs lors des deux sièges. En 1958, une colonne est érigée devant la tour Malakoff pour accueillir une flamme éternelle qui n'est cependant, depuis 1984, allumée que pour les célébrations,. De son côté, le parc accueille plusieurs mémoriaux dont ceux honorant Kornilov, les aviateurs de la 8e armée de l'air et les artilleurs de la Seconde Guerre mondiale tandis qu'un obélisque de marbre construit sur l'emplacement d'une fosse commune où furent inhumées ensemble les victimes françaises et russes de l'assaut du 8 septembre porte l'inscription suivante dans les deux langues :
Unis pour la victoire

Réunis par la mort

Du soldat, c'est la gloire

Des braves c'est le sort

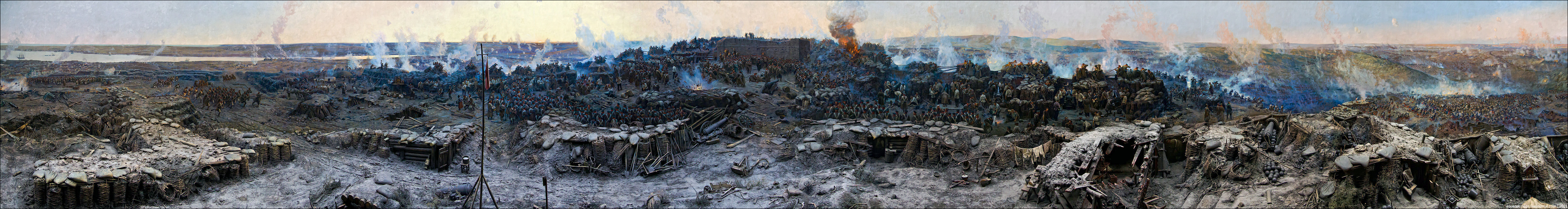
Le Panorama du  Siège de Sébastopol réalisé en 1904 par Franz Roubaud. La peinture de 114 mètres de long sur 14 de haut est exposée dans un pavillon consacré à Sébastopol et relate l'assaut du 18 juin contre Malakoff.